# Léon Stynen
Léon Stynen est un architecte belge qui a participé au mouvement Art déco durant les années 1920, au mouvement moderniste durant les années 1930 et au mouvement fonctionnaliste durant les années 1950.

## Réalisations

### Art déco
- 1924 Maison Art déco, rue des Aduatiques 65 à Etterbeek[4].

### Modernisme
- 1935 Cinéma Rex d'Anvers (détruit par un bombardement allemand en 1944, reconstruit en 1947 et démoli en 1995)
- 1938 Transformation de l'entrée du Cinéma Eldorado en style moderniste, place De Brouckère à Bruxelles[5],[6]
- 1939 Casino de Chaudfontaine et Chaudfontaine-Palace Hôtel

### Fonctionnalisme
- 1953 Casino-Kursaal d'Ostende

- 1959-1965 Centrale de la R.T.T., boulevard de l'Impératrice 17-19 à Bruxelles (Léon Stynen, Paul De Meyer)[7]

- 1962-1967 École Peter Pan, rue de la Rhétorique 9-11-13 à Saint-Gilles (Léon Stynen, Paul De Meyer)[8]

- 1963 Transformation de la Galerie du Commerce, rue Neuve, Bruxelles
- 1969 Complexe commercial C&A , place de la Station, Namur.